# Harald Reiter
Harald Reiter (* 24. September 1961 in Augsburg) ist ein deutscher Jurist und ehemaliger Richter am Bundesgerichtshof.

## Leben
Seine juristische Laufbahn begann Reiter 1990 als Staatsanwalt in der bayerischen Justiz. Von 1991 bis 1994 war er als wissenschaftlicher Mitarbeiter an den Generalbundesanwalt beim Bundesgerichtshof abgeordnet. Anschließend erhielt er eine Richterstelle am Landgericht Augsburg. Von 1998 bis 2005 war er hauptamtlich mit der Leitung der Referendarsausbildung in Augsburg betraut.
2003 wurde er zum Richter am Oberlandesgericht München ernannt. Zwei Jahre später kehrte er an das Landgericht Augsburg zurück, um dort erst den Vorsitz einer Strafkammer und später den einer Zivilkammer zu übernehmen. Im Jahre 2009 wechselte er wieder zum Oberlandesgericht München. Hier gehörte er zwei Zivilsenaten sowie dem Senat für Landwirtschaftssachen an. 2012 wurde er an den Bundesgerichtshof berufen und dort dem 4. Strafsenat zugeteilt. Am 15. Juli 2013 wechselte er zum III. Zivilsenat. Am 8. März 2017 wurde Reiter auf Vorschlag des Präsidenten des Bundesgerichtshofs vom Bundeskabinett für sechs Jahre zum Stellvertreter der Vorsitzenden des Unabhängigen Gremiums zur Kontrolle der Ausland-Ausland-Fernmeldeaufklärung des Bundesnachrichtendienstes. Diese Stellung hatte er bis zur Auflösung des Unabhängigen Gremiums Ende 2021 inne. Mit Ablauf des 31. Dezember 2024 trat Reiter als Richter am Bundesgerichtshof in den Ruhestand.